# Aigle de Gurney
Aquila gurneyi
Espèce
Statut de conservation UICN

 NT  : Quasi menacé
Statut CITES
L'Aigle de Gurney (Aquila gurneyi) est une espèce de rapace diurne appartenant à la famille des Accipitridae.
Il est nommé ainsi en hommage à John Henry Gurney.
Cet oiseau peuple les Moluques du Nord et la Nouvelle-Guinée.